# Lingreville
Lingreville – miejscowość i gmina we Francji, w regionie Normandia, w departamencie Manche.
Według danych na rok 1990 gminę zamieszkiwały 913 osoby, a gęstość zaludnienia wynosiła 101 osób/km² (wśród 1815 gmin Dolnej Normandii Lingreville plasuje się na 247. miejscu pod względem liczby ludności, natomiast pod względem powierzchni na miejscu 569.).